# Head First
Head First es el quinto disco de estudio del dúo electrónico inglés Goldfrapp, publicado en Reino Unido el 22 de marzo de 2010 por Mute Records. El primer sencillo del disco, Rocket, fue lanzado en las tiendas iTunes de Europa, Estados Unidos y Canadá el 24 de enero de 2010. El álbum recibió una nominación en la categoría al "Mejor álbum de Dance/Electrónica" en los Premios Grammy de 2011.

## Desarrollo del disco
En julio de 2009, Goldfrapp anunciaron que habían comenzado a grabar su quinto disco de estudio. En noviembre de 2009 tuvo lugar una sesión de fotos para el disco. El dúo esperaba tener listo el disco para diciembre de 2009.

## Información
Una publicación emitida antes del lanzamiento del disco describe el quinto álbum del dúo como su viaje más potente hasta la fecha, una carrera rápida de optimismo sintenizador, euforia, fantasía y romance. Con letras que hablan de la vida y una producción estelar que despega a toda velocidad y nos lleva de viaje al corazón de 2010.
El 22 de enero de 2010, el primer sencillo, Rocket, había sido puesto a la venta como una descarga digital en iTunes en todo en mundo excepto en Reino Unido e Irlanda y se podía encontrar en el Myspace del grupo.
Meses después, fue lanzado Alive como segundo sencillo, también con su video, tuvo una aceptación media.

## Listado de canciones
Todas las canciones han sido escritas por Alison Goldfrapp y Will Gregory
1. "Rocket" – 3:51
2. "Believer" – 3:43
3. "Alive" – 3:28
4. "Dreaming" – 5:07
5. "Head First" – 4:30
6. "Hunt" – 4:34
7. "Shiny and Warm" – 3:58
8. "I Wanna Life" – 4:13
9. "Voicething" – 4:44